# Бад Кецтинг
Бад Кецтинг (њем. Bad Kötzting) град је у њемачкој савезној држави Баварска. Једно је од 38 општинских средишта округа Кам. Према процјени из 2010. у граду је живјело 7.372 становника. Посједује регионалну шифру (AGS) 9372137.

## Географски и демографски подаци
Бад Кецтинг се налази у савезној држави Баварска у округу Кам. Град се налази на надморској висини од 409 метара. Површина општине износи 62,2 km². У самом граду је, према процјени из 2010. године, живјело 7.372 становника. Просјечна густина становништва износи 119 становника/km².

## Међународна сарадња
| Мјесто     | Држава               | Врста сарадње | Од    |
| ---------- | -------------------- | ------------- | ----- |
| Превеза    | Грчка                | партнерство   | 1991. |
| Шерборн    | Уједињено Краљевство | партнерство   | 1991. |
| Гранвил    | Француска            | партнерство   | 1991. |
| Алтеа      | Шпанија              | партнерство   | 1991. |
| Холстебро  | Данска               | партнерство   | 1991. |
| Сушице     | Чешка                | партнерство   | 1995. |
|            | Португалија          | партнерство   | 1991. |
| Хуфализе   | Белгија              | партнерство   | 1991. |
| Мерсен     | Холандија            | партнерство   | 1991. |
| Нидеранвен | Луксембург           | партнерство   | 1991. |
| Бандоран   | Ирска                | партнерство   | 1991. |
| Белађо     | Италија              | партнерство   | 1991. |
| Извор      |                      |               |       |